# Антропологический музей (Петралона)
Антропологический Музей (Петралона) — находится в 35 километрах от города Фессалоники, Центральная Македония, Греция и в 2 км от села Петралона.

## Пещера
Петралонская пещера образовалась в эпоху Миоцена и была обнаружена в 1959 году. Первые палеонтологические и антропологические находки были сделаны местными жителями. Пещера и её находки получили широкую известность после раскопок, поскольку до этого Греция была белым пятном в палеоантропологии. Пещера предоставляет следы непрерывной жизни на протяжении полумиллиона лет.
С 1963 по 1968 год, а затем вновь с 1974 года, раскопки здесь производил советский и греческий антрополог Арис Пулианос. Его публикации о палеонтологических и антропологических находках, включая древнейшего на европейском континенте Homo erectus, вызвали острую полемику. Архантроп, чей череп был найден в пещере, получил имя Archanthropus europaueus petraloniensis и имел прямой и довольно длинный нос, что отличало его от африканских и азиатских образцов этой стадии. Согласно сообщению сделанному Пулианосом на симпозиуме ЮНЕСКО в Париже в 1969 году характеристики Архантропа Петралон приближали его к Homo Sapiens.
Полемика вокруг находок концентрируется вокруг заключений Пулианоса о существовании человека на территории Греции миллион лет до нашего времени и, в особенности, вокруг его заявления, что даже с имеющимися по сегодняшний день данными «считаем что теория африканского, и только, происхождения современного человека не является более состоятельной».

## Музей
Музей был построен и профинансирован в 1978 году Антропологическим обществом Греции, руководимого Пулианосом, которое и является его владельцем. Музей был открыт в 1979 году. Целью музея является представить находки из Петралонской пещеры, доисторическую культуру Греции, Европы, и всего мира, и находки представляющие весь палеонтологический регион Греции.
Находки включают в себя «мавзолей» архантропа (Archanthropus europeus petralonsiensis), самые старые следы огня когда либо найденные (из 23-24 геологических слоёв Петралонской пещеры, возраст которой более одного миллиона лет).
, самые ранние каменные и костянные орудия, которые были найдены в Неа-Триглие на полуострове Халкидики (возрастом 11 миллионов лет), и находки из открытых площадок до пещерного века в Неа Триглиа, из острова Эвбея, из Птолемаиды полуострова Халкидики, Эгейского архипелага, других регионов Греции и из Африки.
Здесь также находятся фрески художника-самоучки Христоса Кагараса, иллюстирующие появление жизни на Земле и архантропа обучающего своих детей как делать каменные и костяные орудия, иллюстрирующие эволюцию жизни согласно Аристотелю, и эволюцию человеческой жизни за последние 11 миллионов лет согласно Пулианосу.
Музей располагает конференц-залом, лабораториями изучения и консервации геологических и палеонтологических находок, и библиотекой
- Реконструкция черепа архантропа
- Реконструкция мавзолея с скелетом архантропа
- Окаменевшая черепаха мезозойской эры (возрастом 65 миллионов лет)
- Следы огня